# توم لونش
توم لونش (بالإنجليزية: Tom Lynch)‏ هو لاعب كرة قاعدة أمريكي، ولد في 3 أبريل 1860 في بينينغتون في الولايات المتحدة، وتوفي في 28 مارس 1955 في كوهوس في الولايات المتحدة.

## وصلات خارجية
- توم لونش على موقعبيزبول رفرنس.كوم (الدوري الرئيسي) (الإنجليزية)
- توم لونش على موقعبيزبول رفرنس.كوم (الدوري الثانوي) (الإنجليزية)